# Domenico dell'Allio
Domenico dell'Allio (Scaria, 1515 – Croazia, 1563) è stato un architetto italiano.

## Biografia

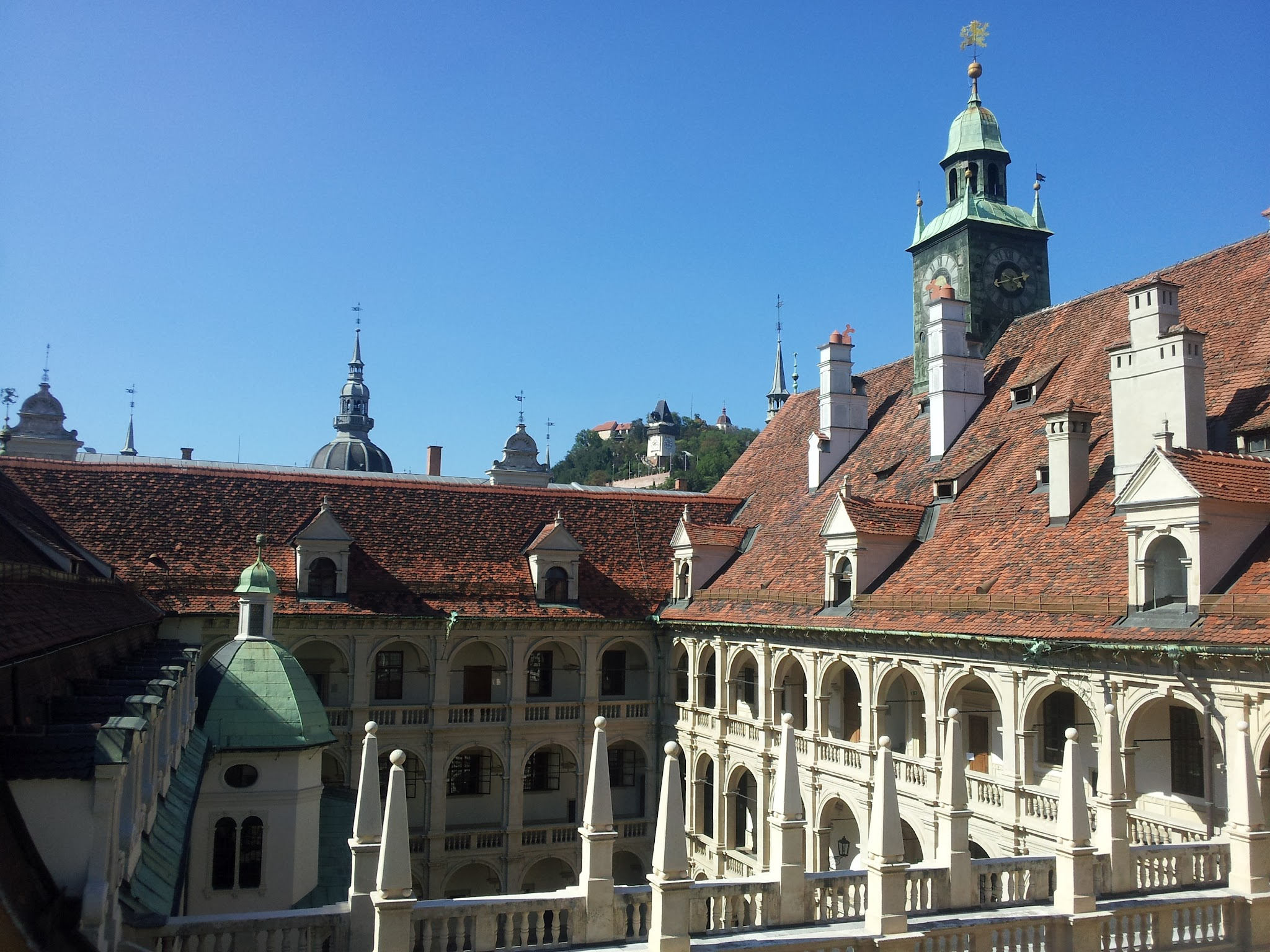
il Landhaus di Graz

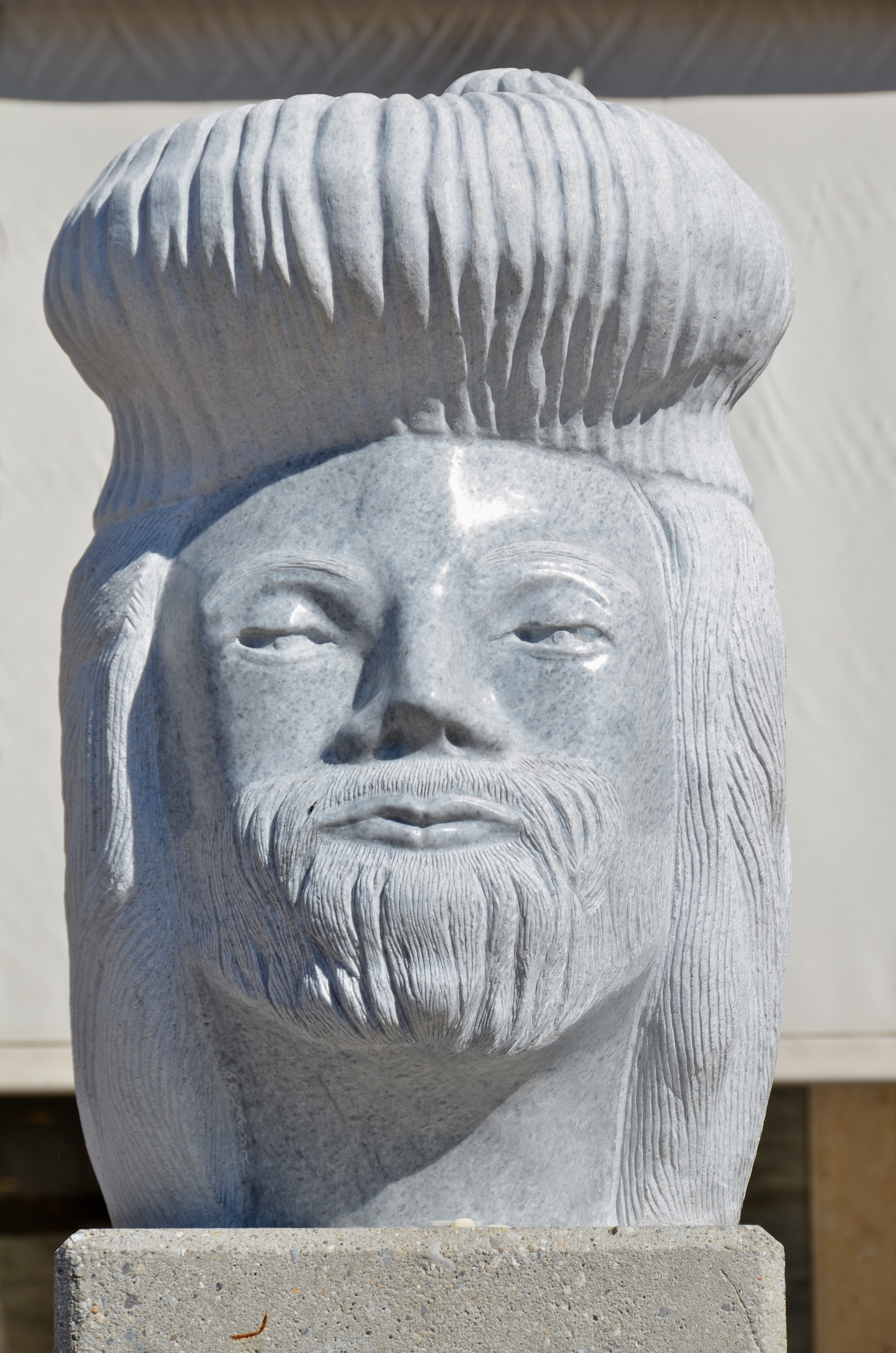
Busto dell'architetto a Klagenfurt

Il dell'Allio nacque da una famiglia di architetti, maestri in muratura e scultori della regione del Lago di Como, la cui attività attraversò tre secoli (dal XVI al XIX). Fece il suo apprendistato e i primi lavori nel nord Italia, dopodiché si trasferì nella Stiria, nel 1530. Suo padre Martino Allio comunque era già attestato a Radkersburg nel 1520, come mastro muratore.
Verso la metà del Cinquecento la guerra coi turchi costrinse il governo asburgico a rinnovare e migliorare tutte le fortezze. Il nuovo sistema di fortificazione italiano venne subito preso a modello e furono chiamati molti architetti dal bel paese, fra cui il dell'Allio. Questi nel 1543 divenne il supervisore delle fortificazioni di Graz e Varasdino.
Successivamente lavorò a Vienna, Klagenfurt, Fürstenfeld, Feldbach, Radkersburg, Marburgo, Pettau, Kopreinitz, Kreutz e Rann. Tutte le fortificazioni su cui poté operare furono rinnovate con l'aggiunta di bastioni, cortine e di edifici avanzati più bassi e più vicini alla linea di combattimento, in modo da tenere a tiro l'avanzata nemica ed evitare il pericolo di assedio.
Il dell'Allio ben presto divenne uno degli architetti più importanti del paese e chiese ed ottenne di potersi circondare di compatrioti, soprattutto maestranze dalla zona di Como e di Lugano, che scalarono posizioni ed ottennero ottime retribuzioni nel settore delle costruzioni. L'architetto italiano non fu però solo uno specialista delle fortificazioni, costruendo numerosi palazzi, castelli e altri edifici rinascimentali in tutto il territorio imperiale.
Nel 1557 dell'Allio iniziò la costruzione della Landhaus di Graz, che attualmente ospita il parlamento territoriale della Stiria. L'edificio venne progettato secondo il più pretto stile lombardo ed è oggi considerato il più importante esempio di architettura rinascimentale esistente in Austria.
Nel 1558 l'imperatore Ferdinando I concesse a lui ed ai suoi eredi un brevetto di nobiltà come "architector et insignis Artifex, Edler del Regno di Boemia".
Nell'estate del 1563 il dell'Allio si mise in viaggio per effettuare un'ispezione militare sul confine croato-sloveno, da cui non fece ritorno.